# Dankó Pista-díj
A Dankó Pista-díjat azoknak ítélhetik oda, akik mint művészek (énekesek, prímások, zenészek) legalább 30 éve aktív, elismert, népszerű művészei a magyarnótának, munkájukkal, emberi magatartásukkal és elkötelezettségükkel a műfaj iránt komoly elismerést vívtak ki maguknak. A Dankó Pista Életmű-díjat a magyarnóta emléknapján adják át nótagála keretében. 
Az emléknapot és a Dankó Pista-díjat 2016-ban alapította Éliás Tibor opera- és nótaénekes, Artisjus-díjas szerző, majd 2017-ben rendezte meg először a kőbányai Kőrösi Csoma Művelődési Központban. 2018-ban a programot a Budapest Kongresszusi Központban rendezték meg, majd 2019-ben a Kecskeméti Megyei Művelődési Központban került sor a gálára. 
2020-ban a koronavírus miatt a rendezvény elmaradt, ezért 2021-ben a budapesti Dunapalotában egyszerre adták át a két év díjazottjainak a magyarnóta legmagasabb szakmai kitüntetését.

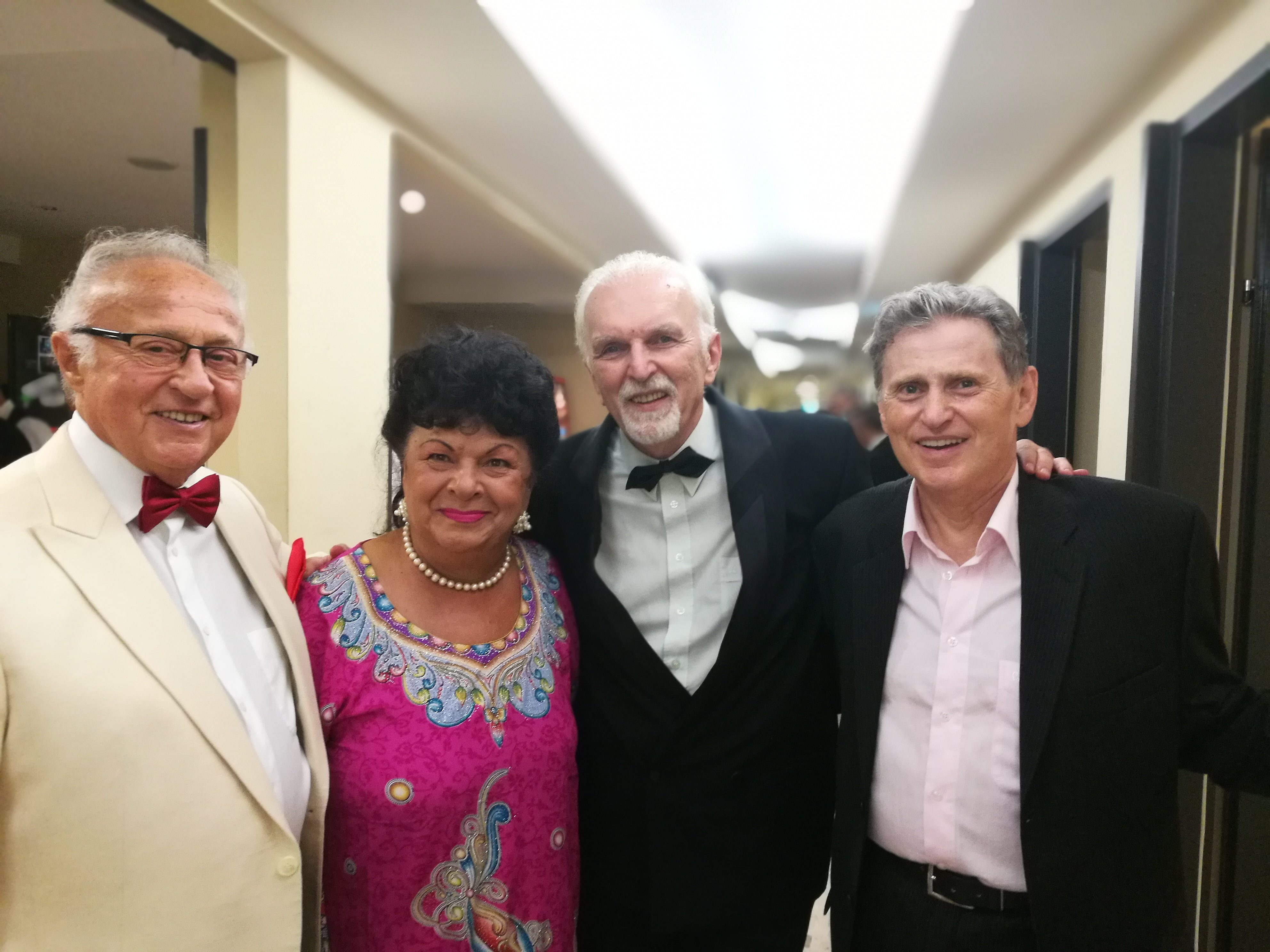
A 2018-as Dankó Pista-díjazott Sas József és Bangó Margit (bal oldalt). Mellettük Éliás Tibor elnök és Katona András elnökhelyettes.
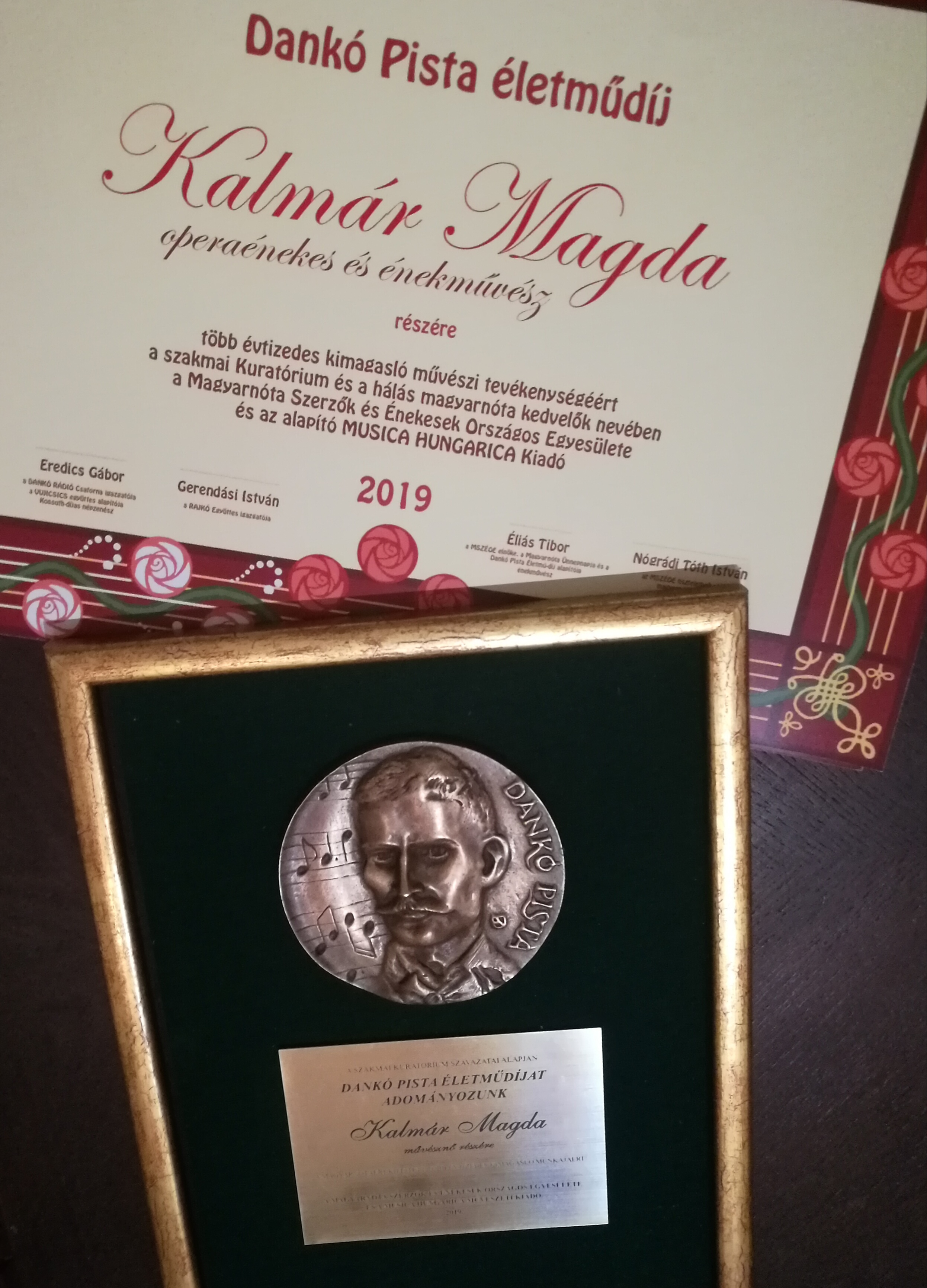
A Dankó Pista-díj közel fél kilogrammos bronzplakett, amely Dankó Pistát ábrázolja. A plakett Árkosi-Nagy Judit, a díszoklevél Toró Annamária alkotása.